# CHAPTER 8
「CHAPTER 8」（チャプター・エイト）は、CORNELIUS（小山田圭吾）が1998年に発表した、海外リリース・シングル第2段である。正式名称は「CHAPTER 8 〜Seashore and Horizon〜」。
マタドール・レコードからリリースされており、国内ではシングル化されていない。また7インチレコードも同じくマタドールからリリースされている。7インチは両A面仕様。
「CHAPTER 8 〜Seashore and Horizon〜」にはアップルズ・イン・ステレオ（The Apples in Stereo）のRobert Schneiderが作詞とベース&ヴォーカル、当時メンバーだったHilarie Sidneyがドラム&ヴォーカルで参加している。

## 収録曲
1. CHAPTER 8 〜Seashore and Horizon〜
2. COUNT FIVE OR SIX
3. THE MICRO DISNEYCAL WORLD TOUR (Sean O'hagan Remix)
4. FANTASMA SPOT

## 7インチレコード
A面
1. CHAPTER 8 〜Seashore and Horizon〜

AA面
1. COUNT FIVE OR SIX